# Percophidae

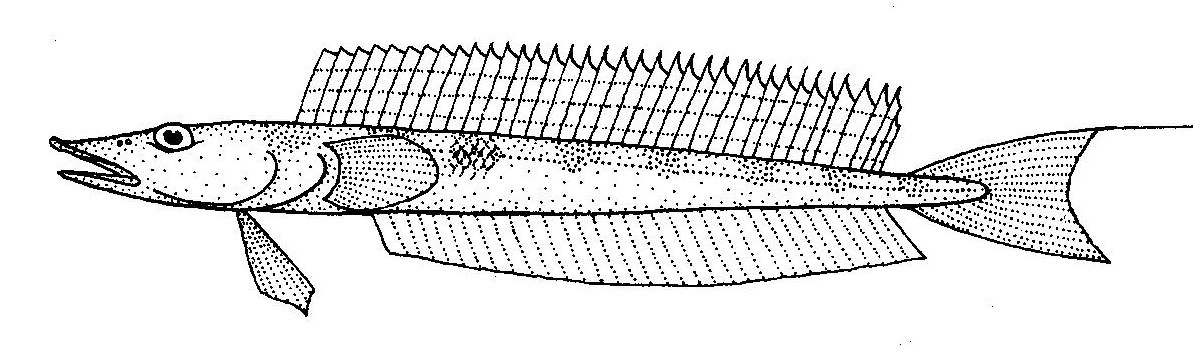
Hemerocoetes monopterygius

Los picos de pato (familia Percophidae) es una familia de peces marinos incluida en el orden Perciformes. Se distribuyen por el Atlántico, Índico, oeste del Pacífico y sudeste del Pacífico.
Tienen la cabeza deprimida, lo que les da el aspecto de donde viene su nombre común de picos de pato, con grandes ojos muy próximos. En la aleta dorsal no suelen tener espinas, y si las tienen están separadas de los radios blandos, las aletas anal y pélvicas pueden tener una espina, existiendo una amplia separación entre las aletas pélvicas.

## Géneros
Existen unas 50 especies en los 11 géneros siguientes agrupados en tres subfamilias:
- Subfamilia Bembropinae Regan, 1913:
  - Bembrops Steindachner, 1876
  - Chrionema Gilbert, 1905
- Subfamilia Hemerocoetinae Kaup, 1873:
  - Acanthaphritis Günther, 1880
  - Dactylopsaron Parin, 1990
  - Enigmapercis Whitley, 1936
  - Hemerocoetes Valenciennes en Cuvier y Valenciennes, 1837
  - Matsubaraea Taki, 1953
  - Osopsaron Jordan y Starks, 1904
  - Pteropsaron Jordan y Snyder, 1902
  - Squamicreedia Rendahl, 1921
- Subfamilia Percophinae Swainson, 1839:
  - Percophis Quoy y Gaimard, 1825